# Bauhaus-Galan 2023
Die Bauhaus-Galan 2023 war eine Leichtathletik-Veranstaltung, die am 2. Juli im Olympiastadion in der schwedischen Hauptstadt Stockholm stattfand und Teil der Diamond League war.

## Ergebnisse

### Männer

#### 100 m
| Platz | Athlet                 | Land | Zeit (s) |
| ----- | ---------------------- | ---- | -------- |
| 1     | Akani Simbine          | RSA  | 10,03    |
| 2     | Reece Prescod          | GBR  | 10,14    |
| 3     | Joshua Hartmann        | GER  | 10,23    |
| 4     | Raphael Bouju          | NED  | 10,24    |
| 5     | Aaron Brown            | CAN  | 10,27    |
| 6     | Abdul Hakim Sani Brown | JPN  | 10,33    |
| 7     | Henrik Larsson         | SWE  | 10,46    |
| 8     | Jimmy Vicaut           | FRA  | 13,34    |

Wind: +1,0 m/s

#### 400 m
| Platz | Athlet               | Land | Zeit (s) |
| ----- | -------------------- | ---- | -------- |
| 1     | Zakithi Nene         | RSA  | 45,30    |
| 2     | Emmanuel Bamidele    | NGR  | 45,48    |
| 3     | Matthew Hudson-Smith | GBR  | 45,57    |
| 4     | João Coelho          | POR  | 45,66    |
| 5     | Attila Molnár        | HUN  | 45,77    |
| 6     | Leungo Scotch        | BOT  | 45,89    |
| 7     | Bayapo Ndori         | BOT  | 46,13    |
| 8     | Yuki Joseph Nakajima | JPN  | 46,21    |

#### 800 m
| Platz | Athlet                      | Land | Zeit (min) |
| ----- | --------------------------- | ---- | ---------- |
| 1     | Djamel Sedjati              | ALG  | 1:44,59    |
| 2     | Saúl Ordóñez                | ESP  | 1:44,67 SB |
| 3     | Gabriel Tual                | FRA  | 1:44,85 SB |
| 4     | Andreas Kramer              | SWE  | 1:45,01    |
| 5     | Yanis Meziane               | FRA  | 1:45,43    |
| 6     | Tom Dradiga                 | UGA  | 1:47,01    |
| 7     | Joseph Deng                 | AUS  | 1:47,54    |
| 8     | Emmanuel Korir              | KEN  | 1:48,96    |
|       | Khaled Benmahdi (Pacemaker) | ALG  | DNF        |

#### 400 m Hürden
| Platz | Athlet             | Land | Zeit (s) |
| ----- | ------------------ | ---- | -------- |
| 1     | Karsten Warholm    | NOR  | 47,57    |
| 2     | Kyron McMaster     | IVB  | 48,94    |
| 3     | Rasmus Mägi        | EST  | 49,04    |
| 4     | Alessandro Sibilio | ITA  | 49,11    |
| 5     | Wilfried Happio    | FRA  | 49,67    |
| 6     | Ludvy Vaillant     | FRA  | 49,91    |
| 7     | Oskar Edlund       | SWE  | 50,35    |
| 8     | Yasmani Copello    | TUR  | 50,59    |

#### 3000 m Hindernis
| Platz                               | Athlet                         | Land | Zeit (min) |
| ----------------------------------- | ------------------------------ | ---- | ---------- |
| 1                                   | Soufiane el-Bakkali            | MAR  | 8:09,84    |
| 2                                   | Getnet Wale                    | ETH  | 8:12,27    |
| 3                                   | Abrham Sime                    | ETH  | 8:16,82    |
| 4                                   | George Beamish                 | NZL  | 8:17,63 PB |
| 5                                   | Avinash Sable                  | IND  | 8:21,88    |
| 6                                   | Mohammed Msaad                 | MAR  | 8:22,47    |
| 7                                   | Simon Sundström                | SWE  | 8:24,18 SB |
| 8                                   | Hailemariyam Amare             | ETH  | 8:26,21    |
| 9                                   | Vidar Johansson                | SWE  | 8:27,10    |
| 10                                  | Samuel Duguna                  | ETH  | 8:29,26 SB |
| 11                                  | Emil Blomberg                  | SWE  | 8:32,92    |
| 12                                  | Fernando Carro                 | ESP  | 8:39,74    |
|                                     | El Mehdi Aboujanah (Pacemaker) | ESP  | DNF        |
| Lawrence Kemboi Kipsang (Pacemaker) | KEN                            | DNF  |            |

#### Hochsprung
| Platz          | Athlet            | Land | Höhe (m) |
| -------------- | ----------------- | ---- | -------- |
| 1              | Hamish Kerr       | NZL  | 2,24     |
| 2              | Thomas Carmoy     | BEL  | 2,20     |
| 3              | Andrij Prozenko   | UKR  | 2,16     |
| 4              | Douwe Amels       | NED  | 2,12     |
| 4              | Brandon Starc     | AUS  | 2,12     |
| 6              | Gianmarco Tamberi | ITA  | 2,12     |
| 7              | Melwin Lycke-Holm | SWE  | 2,08     |
|                | Fabian Delryd     | SWE  | NMH      |
| Woo Sang-hyeok | KOR               | NMH  |          |

#### Stabhochsprung
| Platz | Athlet                | Land | Höhe (m) |
| ----- | --------------------- | ---- | -------- |
| 1     | Armand Duplantis      | SWE  | 6,05     |
| 2     | Ernest John Obiena    | PHI  | 5,82     |
| 3     | Pål Haugen Lillefosse | NOR  | 5,72 =SB |
| 4     | Ben Broeders          | BEL  | 5,72     |
| 5     | Kurtis Marschall      | AUS  | 5,62     |
| 6     | Thiago Braz           | BRA  | 5,62 SB  |
| 7     | Sondre Guttormsen     | NOR  | 5,42     |
|       | Renaud Lavillenie     | FRA  | NMH      |

#### Diskuswurf
| Platz | Athlet           | Land | Weite (m) |
| ----- | ---------------- | ---- | --------- |
| 1     | Kristjan Čeh     | SLO  | 69,83     |
| 2     | Daniel Ståhl     | SWE  | 67,57     |
| 3     | Andrius Gudžius  | LTU  | 67,19 SB  |
| 4     | Mykolas Alekna   | LTU  | 66,91     |
| 5     | Matthew Denny    | AUS  | 66,07 SB  |
| 6     | Alex Rose        | SAM  | 65,38     |
| 7     | Lawrence Okoye   | GBR  | 65,24     |
| 8     | Simon Pettersson | SWE  | NM        |

### Frauen

#### 200 m
| Platz | Athletin           | Land | Zeit (s) |
| ----- | ------------------ | ---- | -------- |
| 1     | Daryll Neita       | GBR  | 22,50    |
| 2     | Dina Asher-Smith   | GBR  | 22,58    |
| 3     | Jaël Bestué        | ESP  | 22,59    |
| 4     | Marie-Josée Ta Lou | CIV  | 22,70    |
| 5     | Maboundou Koné     | CIV  | 22,99    |
| 6     | Tasa Jiya          | NED  | 23,15    |
| 7     | Julia Henriksson   | SWE  | 23,37    |
| 8     | Boglárka Takács    | HUN  | 23,62    |

Wind: −0,6 m/s

#### 1500 m
| Platz                           | Athletin                    | Land | Zeit (min) |
| ------------------------------- | --------------------------- | ---- | ---------- |
| 1                               | Freweyni Hailu              | ETH  | 4:02,31    |
| 2                               | Diribe Welteji              | ETH  | 4:02,79    |
| 3                               | Hirut Meshesha              | ETH  | 4:03,01    |
| 4                               | Ciara Mageean               | IRL  | 4:03,46    |
| 5                               | Melissa Courtney-Bryant     | GBR  | 4:03,81    |
| 6                               | Laura Muir                  | GBR  | 4:03,83    |
| 7                               | Birke Haylom                | ETH  | 4:05,21    |
| 8                               | Katie Snowden               | GBR  | 4:05,28    |
| 9                               | Georgia Griffith            | AUS  | 4:09,01    |
| 10                              | Esther Guerrero             | ESP  | 4:09,21    |
| 11                              | Linden Hall                 | AUS  | 4:09,39    |
| 12                              | Hanna Hermansson            | SWE  | 4:11,53    |
|                                 | Aneta Lemiesz (Pacemakerin) | POL  | DNF        |
| Charlotte Mouchet (Pacemakerin) | FRA                         | DNF  |            |

#### 5000 m
| Platz                              | Athletin                  | Land | Zeit (min)  |
| ---------------------------------- | ------------------------- | ---- | ----------- |
| 1                                  | Beatrice Chebet           | KEN  | 14:36,52 SB |
| 2                                  | Lemlem Hailu              | ETH  | 14:38,06    |
| 3                                  | Medina Eisa               | ETH  | 14:40,02 PB |
| 4                                  | Sarah Chelangat           | UGA  | 14:40,88 NR |
| 5                                  | Jessica Hull              | AUS  | 14:44,21 SB |
| 6                                  | Tsigie Gebreselama        | ETH  | 14:44,94 SB |
| 7                                  | Melknat Wudu              | ETH  | 14:47,48 PB |
| 8                                  | Axumawit Embaye           | ETH  | 15:04,51 SB |
| 9                                  | Jessica Warner-Judd       | GBR  | 15:06,59 SB |
| 10                                 | Sarah Lahti               | SWE  | 15:06,80 SB |
| 11                                 | Maureen Koster            | NED  | 15:07,11 SB |
| 12                                 | Tsiyon Abebe              | ETH  | 15:07,45 PB |
| 13                                 | Abersh Minsewo            | ETH  | 15:10,13 SB |
| 14                                 | Konstanze Klosterhalfen   | GER  | 15:13,06 SB |
|                                    | Karoline Bjerkeli Grøvdal | NOR  | DNF         |
| Aleksandra Płocińska (Pacemakerin) | POL                       | DNF  |             |
| Zeineba Yimer (Pacemakerin)        | ETH                       | DNF  |             |

#### 100 m Hürden
| Platz | Athletin         | Land | Zeit (s) |
| ----- | ---------------- | ---- | -------- |
| 1     | Tobi Amusan      | NGR  | 12,52    |
| 2     | Sarah Lavin      | IRL  | 12,73    |
| 3     | Pia Skrzyszowska | POL  | 12,78    |
| 4     | Devynne Charlton | BAH  | 12,85    |
| 5     | Nadine Visser    | NED  | 12,97    |
| 6     | Reetta Hurske    | FIN  | 12,98    |
| 7     | Michelle Jenneke | AUS  | 13,01    |
| 8     | Laëticia Bapté   | FRA  | 13,09    |

Wind: +0,9 m/s

#### Weitsprung
| Platz | Athletin                | Land | Weite (m) |
| ----- | ----------------------- | ---- | --------- |
| 1     | Larissa Iapichino       | ITA  | 6,69      |
| 2     | Malaika Mihambo         | GER  | 6,66 =SB  |
| 3     | Ivana Vuleta            | SRB  | 6,58      |
| 4     | Maryna Bech-Romantschuk | UKR  | 6,55      |
| 5     | Ese Brume               | NGR  | 6,51      |
| 6     | Brooke Buschkuehl       | AUS  | 6,40      |
| 7     | Tilde Johansson         | SWE  | 6,36      |
| 8     | Jazmin Sawyers          | GBR  | 6,25      |

#### Diskuswurf
| Platz | Athletin             | Land | Weite (m) |
| ----- | -------------------- | ---- | --------- |
| 1     | Sandra Perković      | CRO  | 64,49     |
| 2     | Jorinde van Klinken  | NED  | 62,96     |
| 3     | Kristin Pudenz       | GER  | 62,33     |
| 4     | Claudine Vita        | GER  | 61,51     |
| 5     | Shanice Craft        | GER  | 61,01     |
| 6     | Mélina Robert-Michon | FRA  | 58,25     |
| 7     | Emma Ljungberg       | SWE  | 55,86     |
| 8     | Caisa-Marie Lindfors | SWE  | 54,12     |
| 8     | Emma Sralla          | SWE  | 38,81     |
|       | Valarie Allman       | USA  | NM        |